# Темботова, Фатимат Асланбиевна
Фатима́т Асланби́евна Тембо́това (род. 1958) — российский биолог, специалист в области систематики, эволюционной морфологии и экологии млекопитающих, доктор биологических наук, профессор, член-корреспондент РАН (2008), заслуженный эколог РФ (2022).

## Биография
Родилась 30 декабря 1958 года.
В 1981 году — с отличием окончила химико-биологический факультет Кабардино-Балкарского госуниверситета.
В 1987 году — защитила кандидатскую диссертацию.
С 1993 по 1998 годы — преподавала на кафедре общей биологии и гистологии Кабардино-Балкарского госуниверситета, с 2000 года — профессором кафедры зоологии факультета естествознания Адыгейского государственного университета. Вела спецкурсы на биологическом факультете Абхазского государственного университета.
В 1999 году — защитила докторскую диссертацию.
В 2002 году — присвоено учёное звание профессора.
В 2004 году — избрана директором Института экологии горных территорий Кабардино-Балкарского научного центра РАН (ИЭГТ КБНЦ РАН).
В 2008 году — избрана членом-корреспондентом РАН.
Отец — А. К. Темботов (1932—2006) — советский и российский зоолог, эколог и биогеограф, член-корреспондент РАН (1991).

## Научная деятельность
Область научных интересов — систематика, эволюционная морфология и экология млекопитающих горных территорий.
Основное научное направление: изучение закономерностей формирования биологического разнообразия на базе учения о высотно-поясной структуре экосистем Кавказа, разработанного членом-корреспондентом РАН А. К. Темботовым.
Член Президиума КБНЦ РАН, Бюро Териологического научного общества, Совета по особо охраняемым территориям Северного Кавказа, председатель Ученого совета ИЭГТ КБНЦ РАН.
Главный редактор сборников трудов ИЭГТ; ответственным редактором материалов конференций: «Млекопитающие горных территорий» и «Горные экосистемы и их компоненты»; член редколлегии журнала «Известия КБНЦ РАН».
Автор около 100 научных публикаций, в том числе 5 монографий и учебно-методических пособий.

## Награды
- Заслуженный деятель науки Кабардино-Балкарии